# Kyreniaskeppet

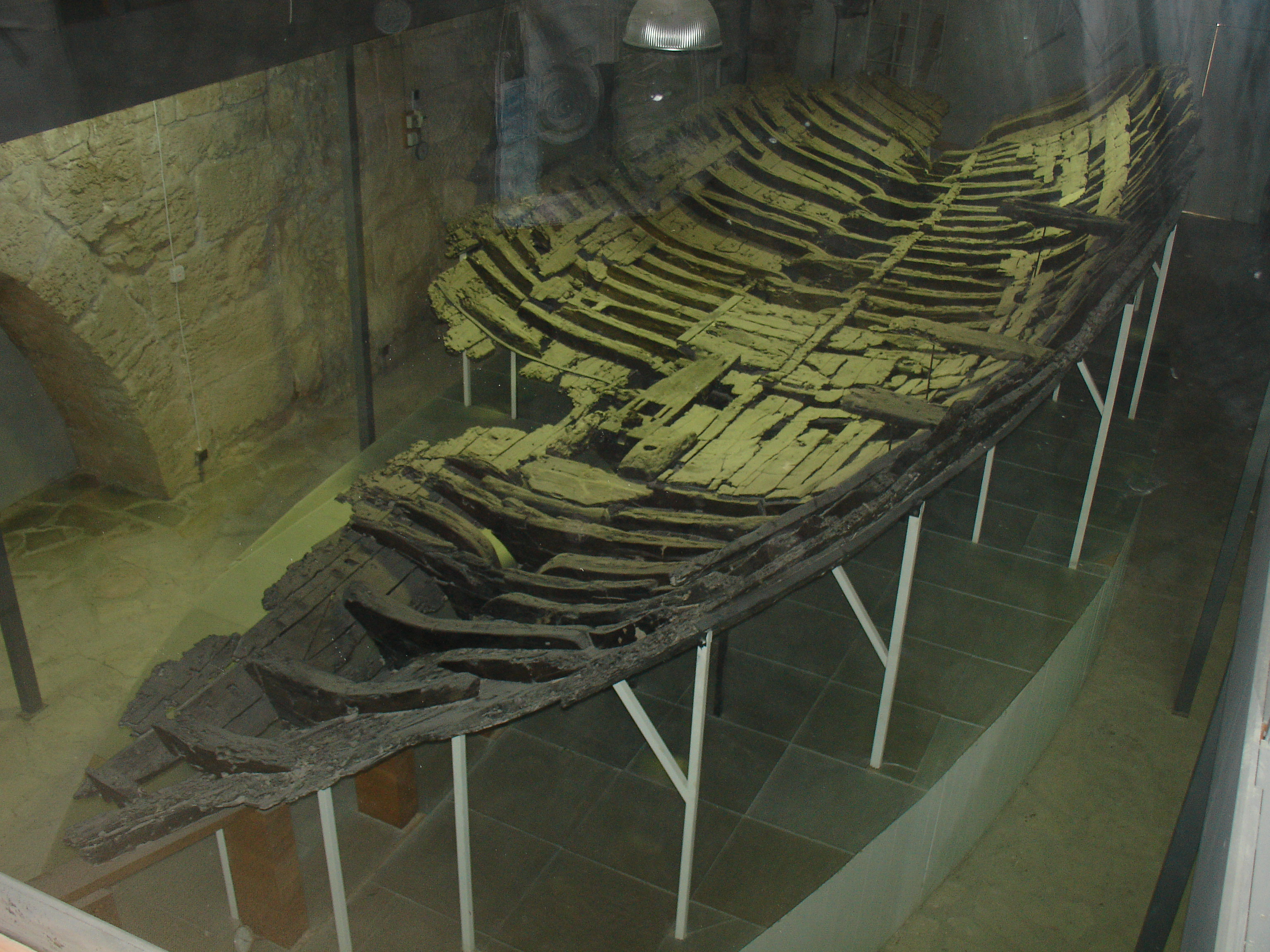
Kyreniaskeppet i borgen i Kyrenia.

Kyreniaskeppet är ett skeppsvrak av ett grekiskt seglande kravellbyggt handelsskepp från järnåldern av typen holk. Skeppet hittades i östra Egeiska havet utanför Cyperns kust. Skeppsvraket finns utställt i ett museum på borgen i Kyrenia.

## Fyndet
Andreas Karolou som dök efter tvättsvamp den 20 november 1965 upptäckte en mängd amforor i en större samlad hög på drygt 30 meters djup, cirka 10 km öster om hamnstaden Kyrenia på Cyperns nordliga kust. Följande år visade Karolou fyndplatsen för forskare från University of Pennsylvania Museum of Archaeology and Anthropology. Den följande undersökningen påvisade delar av ett skeppsvrak på ett område av 23 gånger 12 meter. Först 1967 påbörjades den första utgrävningen av platsen. Den första åtgärden var att avlägsna sand och dy med sugutrustning på och omkring fyndplatsen. En arkeologisk utgrävning på ett djup av 33 meter är mer tidsödande än en utgrävning på land, eftersom man måste beakta varje enskild dykares korta tid vid dykning för att förebygga tryckfallssjuka.
Varje dag togs foton för att kunna utföra en tredimensionell struktur inför en framtida rekonstruktion. Vid friläggningen av vraket fann man kvarnstenar, mynt och andra sedan tidigare kända artefakter. I augusti 1969 bärgades det sista av lasten, och därunder fanns ett relativt välbevarat skrov av ett skepp. Lastens innehåll gav information om var båten var lastad. Den del av amfororna som befanns längst ned i lasten kom från Samos, medan den övre delen var lastad på Rhodos. Ombord fanns även kvarnstenar, som troligen kom från Kos och senare delvis levererades till Rhodos. Andra amforor kan ha innehållit olivolja eller mat, även mandlar eftersom mängder av mandelskal hittades.

## Skeppet
Det ursprungliga skeppets totala längd beräknas till 14,75 meter, med en bredd av 4,2 meter. 
Den följande undersökningen med C14-metoden angav att en del av virket i båten var cirka 80 år gammalt vid byggandet av farkosten.
Skrovet var ej möjligt att lyfta i ett stycke, på grund av risken att det kunde falla isär, man var tvungen att demontera skrovet och montera det upp på land igen. Innan monteringen påbörjades utfördes en konservering av allt trä genom en längre tids förvaring i polyetylenglykol. Skeppets undervattensskrov var täckt av en tunn blyplåt för skydd mot skeppsmask, en metod som först blev vanlig genom förhydning på 1700-talet. Flera tecken på reparationer fanns på skrovet, bland annat var en extra tunnare dubbel bordläggning delvis lagd utanpå det egentliga skrovet. Av mastens placering kunde man fastställa att skeppet varit utrustat med ett segel, troligen ett råsegel som var vanligt i området vid tiden då skeppet förliste. Som skeppsvirke i skrov och överbyggnad användes främst trä av aleppotall från Samos och Cypern. Det fanns även delar av bok och ek. Andra funna spår ombord antyder ett operativt område mellan Syrien och Dodekanisos, inklusive Cypern och den Anatoliska kusten. En matservis för fyra personer fanns ombord, och av den drar man slutsatsen av att besättningen bestod av fyra personer.
Den sten som fungerade som barlast bestod av den vulkaniska bergart som finns på Kos. Av bronsmynten kunde man dra slutsatsen av att båten inte förliste tidigare än 306 f.Kr. Av en undersökning av mandelskal från godset ombord med C14-metoden framgår att tidpunkten för förlisningen var mellan 212 ± 130 f.Kr. Av det virke i skeppets skrov som var från större, äldre träd framgår resultatet till mellan 345 ± 90 år f.Kr. Totalt medverkade 54 experter under ledning av Michael Katzev, arkeolog vid University of Pennsylvania, vid bärgningen av skeppet och dess last. Fyndet av Kyreniaskeppet har medfört betydande insikter om möjligheterna i den antika skeppsbyggnaden och sjöfarten.

## Replikor
- Kyrenia II byggdes som en replika av Kyreniaskeppet och var en del av experimentell arkeologi och testades för sin lämplighet för längre distanser. Resor skedde bland annat till New York City (1986), Fukuoka i Japan (1988) samt till Hamburg vid firandet av att stadens hamn fyllde 800 år 1989. Fartyget blev en symbol för ön och är etablerat som en flytande ambassadör för republiken Cypern.

- Kyrenia III, efter besöket i Fukuoka byggdes ytterligare en replika enligt moderna metoder för skeppsbyggnad.
- Kyreniaskeppet finns avbildat på de cypriotiska 10-, 20- och 50-centsmynten.